# Paul Janz
Paul D. Janz (* 1951 in Three Hills, Alberta) ist ein kanadischer Musiker und Theologe.

## Leben und Werk
Paul Janz wurde in Kanada geboren, wuchs aber in Basel, Schweiz, auf, nachdem seine Eltern nach Europa umgezogen waren, um in Deutschland das Missionswerk Janz Team zu gründen. Sein Vater ist Leo Janz. Paul Janz wurde mit seinem Cousin zunächst als Danny & Paul bekannt, bevor in Verschmelzung mit den Janz Team Singers Anfang der 1970er Jahre die Band Deliverance entstand. Ihr Titel „Leaving L.A.“ erreichte in den Billboard Hot 100 den Platz 71. Auch arbeitete er für das internationale christliche Internat Black Forest Academy, vom Missionswerk Janz Team betrieben.
1981 nahm er mit dem Titel „Steine“ an der Deutschen Vorentscheidung zum Eurovision Song Contest 1981 teil, der lediglich den 10. Platz erreichte. Die Sängerin Katja Ebstein veröffentlichte 1983 eine eigene Version des Titels „Steine“ auf ihrer LP „Traumzeit“.
In der Folge veröffentlichte er als Solokünstler weitere Alben und Titel in englischer Sprache. Für seine Titel wurde er unter anderem für den kanadischen Musikpreis Juno Award vorgeschlagen. Der Titel „Every Little Tear“ konnte 1990 den 5. Platz in der kanadischen Hitparade erreichen. Die Titel „Rocket to my heart“ und „Stand“ erreichten ebenfalls Top-20-Positionen in der kanadischen Hitparade.
Gegenwärtig ist Janz als Professor für „Philosophical Theology“ am King’s College London tätig und leitet dort die Abteilung „Theology and Religious Studies“. Vorher lehrte er Philosophie an der privaten christlichen Trinity Western University in Langley (Distrikt), Kanada. Sein Buch God, the Mind’s Desire: Reference, Reason and Christian Thinking erschien 2004 bei Cambridge University Press; 2009 folgte The Command of Grace: A New Theological Apologetics bei T & T Clark in London.

## Alben
- High Strung (1985)
- Electricity (1987)
- Songwriter (1989) – Demo, nicht kommerziell veröffentlicht
- Renegade Romantic (1990)
- Presence: A Collection of Hit Singles (1992)
- Trust (1992)

## Singles
mit Deliverance
| Jahr | Single     | CA  | US  |
| ---- | ---------- | --- | --- |
| 1980 | Leaving LA | #57 | #71 |

Solo
| Jahr | Single                      | CA  |
| ---- | --------------------------- | --- |
| 1985 | Go to Pieces                | #29 |
| 1985 | Don't Cry Tonight           | --  |
| 1985 | High Strung                 | #85 |
| 1985 | Close My Eyes               | #94 |
| 1987 | One Night (is All it Takes) | #67 |
| 1988 | Believe in Me               | #26 |
| 1988 | I Won't Cry                 | #63 |
| 1988 | Send Me A Miracle           | #74 |
| 1990 | Every Little Tear           | #5  |
| 1990 | Rocket to My Heart          | #12 |
| 1990 | Stand                       | #13 |
| 1991 | Hold Me Tender              | #41 |
| 1992 | This Love Forever           | #44 |
| 1992 | Wind Me Up                  | #30 |
| 1993 | Amazon Rain                 | #28 |
| 1993 | Calling My Personal Angel   | #65 |